# Pedicularis angustiloba
Pedicularis angustiloba är en snyltrotsväxtart som beskrevs av Tsoong. Pedicularis angustiloba ingår i släktet spiror, och familjen snyltrotsväxter. Inga underarter finns listade i Catalogue of Life.